# Pleodendron ekmanii
Pleodendron ekmanii är en tvåhjärtbladig växtart som beskrevs av Ignatz Urban. Pleodendron ekmanii ingår i släktet Pleodendron och familjen Canellaceae. Inga underarter finns listade.